# Morgenland
Morgenland ist die Vorstellung eines von Europa aus betrachtet ungefähr im Osten und damit in Richtung Sonnenaufgang („gen Morgen“) liegenden Gebietes. Morgenland bildet mit Abendland einen begrifflichen Gegensatz, der räumlich und zugleich kulturell bestimmt wird und als eines der kulturellen Kriterien Regionen mit einer mehrheitlich christlichen von Regionen mit einer mehrheitlich muslimischen Bevölkerung unterscheidet.
Morgenland und der Begriff Orient, der sprachlich ebenfalls mit „Osten“ und „aufgehender Sonne“ zusammenhängt, wurden in der Literatur unterschiedlich weit gefasst und zeitweilig über Indien hinaus ostwärts ausgedehnt. Im Allgemeinen sind damit ab den Ländern des östlichen Mittelmeerrandes (Levante) der Nahe und der Mittlere Osten gemeint, mit nach allen Richtungen unbestimmten Grenzen.
Ins Deutsche wurde der Begriff Morgenland durch Martin Luther eingeführt, der in seiner Bibelübersetzung einen in Matthäus (Mt 2,1 ) erwähnten Terminus als „Weise aus dem Morgenland“ (aus dem griechischen Anatole) wörtlich übersetzte. Allgemein verwendete Luther den Terminus Morgenland sowohl für das Hebräische קדם („Osten“, „das, was vorne liegt“ – etwa in Gen 25,6 ) – als auch für das griechische άνατολή („Aufgang“, „Osten“).
Hermann Hesse verwendete den Begriff in seinem Roman Morgenlandfahrt von 1932.